# Яніс Принцис Старший
Яніс Принцис Старший (латис. Jānis Princis vecākais; 16 листопада 1796, Мікельторніс — 4 січня 1868, Віндава, Російська імперія) — лівський мовознавець, перекладач, письменник, дяк, журналіст і громадський діяч.

## Біографія
У 1845 році, в Єлгаві, опублікував другу латвійську збірку віршів «Jūrnieku svētās dziesmas un lūgšanas». У 1863 році переклав і видав лівською мовою Євангеліє від Матвія (одну з перших трьох книг, виданих лівською мовою). Створив перший латвійсько-лівський словник, допоміг в роботі над першою лівською граматикою. Принцис служив церковним паламарем у Пізі. Похований на Цірпстенському цвинтарі.

## Пам'ять
- Пам'ятник на перехресті вулиць Васарніцу і Кроню (Вентспілс, 2005)
- На честь Яніса Принциса Старшого в Вентспілсі названа вулиця.